# 9793 Torvalds
9793 Torvalds è un asteroide della fascia principale. Scoperto nel 1996, presenta un'orbita caratterizzata da un semiasse maggiore pari a 2,2556613 UA e da un'eccentricità di 0,1596637, inclinata di 3,65280° rispetto all'eclittica. Fu battezzato così in onore di Linus Torvalds, informatico sviluppatore del kernel Linux.